# Nellie Kusugak
Nellie Taptaqut Kusugak (Rankin Inlet, 1955). Foi comissária do território canadiano de Nunavut entre, altura em que foi nomeada a 5ª comissária de Nunavut, e 2020. Kusugak foi nomeada para o cargo de vice ministra de assuntos indígenas e desenvolvimento do norte por Chuck Strahl, em 15 de fevereiro de 2010, e foi empossada em 25 de fevereiro.
Em 11 de abril de 2010, Kusugak tornou-se a comissária em exercício de Nunavut, com o termo do mandato de Ann Meekitjuk Hanson.
Kusugak, recebeu um bacharelado em educação, em 1996, através do programa de educação de professores de Nunavut fornecido pelo "Nunavut Arctic College" (NAC) e pela Universidade McGill, onde ela está listada como professora adjunta, tem sido professora cerca de 20 anos, tanto nas línguas inuktitut e inglês. Antes da sua nomeação como vice-comissária ela era um educadora de adultos do NAC em Rankin Inlet.
Kusugak foi casada com o ex-presidente da Nunavut Tunngavik Incorporated (NTI), Jose Kusugak.